# 詹姆斯·巴特斯比
詹姆斯·巴特斯比（英語：James Battersby，1958年11月5日—），澳大利亚男子赛艇运动员。他曾代表澳大利亚参加1984年夏季奥林匹克运动会赛艇比赛，获得男子八人单桨有舵手铜牌。